# Ducado de Camiña
El ducado de Camiña es un título nobiliario español, creado el 2 de enero de 1619 por el rey Felipe III, en favor de Miguel de Meneses y Noronha, ii duque de Vila Real, vi marqués de Villarreal, viii conde de Alcoutim y de Valença, (todos en Portugal).
Felipe III, había creado el ducado de Caminha, como título de Portugal, de donde también era rey, a favor de Miguel de Meneses y Noronha, que fue declarado perpetuo el 24 de diciembre de 1641 por Felipe IV, a favor de Beatriz de Meneses iii duquesa de Caminha, sobrina y viuda del i duque de Caminha, concediéndole también la Grandeza de España el 28 de febrero de 1658.
Al separarse Portugal del conjunto de los reynos de España, Felipe IV, reconoció el ducado de Noronha, como título de Castilla, con Grandeza de España, como ducado de Camiña.
Su denominación hace referencia a la localidad de Caminha, en Portugal.

## Duques de Camiña
|                                               | Titular                                                         | Periodo                                       |
| Creación por Felipe III, (Título de Portugal) | Creación por Felipe III, (Título de Portugal)                   | Creación por Felipe III, (Título de Portugal) |
| --------------------------------------------- | --------------------------------------------------------------- | --------------------------------------------- |
| i                                             | Miguel de Meneses e Noronha                                     | 1619-1641                                     |
| ii                                            | Miguel Luis de Meneses e Noronha                                | 1641-1641                                     |
| Creación por Felipe IV, (Título de España)    |                                                                 |                                               |
| iii                                           | María Beatriz de Meneses e Noronha                              | 1641-1668                                     |
| iv                                            | Pedro Damián Portocarrero y Meneses Noroña                      | 1668-1704                                     |
| v                                             | Luisa Feliciana Portocarrero y Meneses                          | 1704-1705                                     |
| vi                                            | Guillén Ramón de Montcada y Portocarrero                        | 1705-1727                                     |
| vii                                           | María Teresa de Montcada y Benavides                            | 1727-1756                                     |
| viii                                          | Pedro de Alcántara Fernández de Córdoba y Moncada               | 1756-1789                                     |
| ix                                            | Luis María Fernández de Córdoba y Gonzaga                       | 1789-1806                                     |
| x                                             | Luis Joaquín Fernández de Córdoba y Benavides                   | 1806-1840                                     |
| xi                                            | Luis Antonio Fernández de Córdoba y Ponce de León               | 1840-1873                                     |
| xii                                           | Luis María Fernández de Córdoba y Pérez de Barradas             | 1873-1879                                     |
| xiii                                          | Luis Jesús Fernández de Córdoba y Salabert                      | 1880-1956                                     |
| xiv                                           | Victoria Eugenia Fernández de Córdoba y Fernández de Henestrosa | 1959-2013                                     |
| xv                                            | Victoria Elisabeth de Hohenlohe-Langenburg                      | 2018                                          |

## Historia de los duques de Camiña
- Miguel de Meneses y Noronha Silva e Coutinho (1565-1637), i duque de Camihna, ii duque de Vila Real, vi marqués de Vila Real (título portugués, concedido a Pedro de Meneses, en 1591), viii conde de Alcoutim y de Valença.

1. Casó con Isabel de Lencastre, hija de Teodosio, v  duque de Bragança. in descendientes.
2. Casó con su sobrina, María Beatriz (Bitres) de Meneses, iii duquesa de Caminha'. Sin descendientes. Le sucedió, su sobrino:

- Miguel Luis de Meneses e Noronha (1614-1641), ii duque de Caminha, vii marquesa de Vila Real .

1. Casó con Margarita Francisca de Melo, hija de Manuel de Moura y Corte Real, i conde de Lumiares, ii marqués de Castelo Rodrigo. Sin descendientes.
2. Casó con María de Castro, hermana de la anterior.
3. Julana María de Faro. Le sucedió su hija:

- María Beatriz (Brites) de Meneses y Noronha († en 1668), iii duquesa de Caminha, viii marquesa de Vila Real (título reconocido por Felipe IV el 23 de marzo de 1660), ix condesa de Alcoutim, de Valença y de Valadares.

1. Casó con su tío Miguel de Meneses e Noronha i duque de Caminha. Sin descendientes.
2. Casó con Pedro Portocarrero de Córdoba y Aragón, viii conde de Medellín, Caballerizo mayor del Rey. Le sucedió, de su segundo matrimonio, su hijo:

- Pedro Damián Portocarrero y Meneses Noronha (1640-1704), iv duque de Camiña, ix marqués de Villarreal, ix conde de Medellín, x conde de Alcoutim.

1. Casó con Teresa María Manuela de Aragón y Sandovsl, hija de Luis Ramón Folch de Aragón Córdoba y Cardona, vi duque de Segorbe, vii duque de Cardona etc. y de su primera mujer Mariana de Sandoval Rojas, iii duquesa de Lerma etc.. Sin descendientes. Le sucedió la nieta de la iii duquesa de Camiña:

- Luisa Feliciana Portocarrero y Meneses (n. en 1640), v duquesa de Camiña, x marquesa de Villarreal, x condesa de Medellín, xi condesa de Alcoutim.

1. Casó con Miguel Francisco de Montcada y Silva, v marqués de Aitona, ii marqués de la Puebla de Castro, xiii conde de Osona etc. Le sucedió su hijo:

- Guillén Ramón de Montcada y Portocarrero, vi duque de Camiña, xi marque de Villarreal, xi conde de Medellín, x conde de Alcoutim, vi marqués de Aitona, iii marqués de la Puebla de Castro, xiv conde de Osona etc.

1. Casó con Ana de Benavides y Aragón, hija de Francisco de Benavides Dávila y Corella, ix conde de Santisteban del Puerto, ii marqués de Solera etc.
2. Casó con Rosa María de las Nieves de Castro y Portugal, xii condesa de Lemos, ix marquesa de Sarria, marquesa de la Guardia, xi condesa de Villalba, x condesa de Andrade. Le sucedió, de su primer matrimonio, su hija:

- María Teresa de Montcada y Benavides, vii duquesa de Camiña, xii marquesa de Villarreal, xii condesa de Medellín, xi condesa de Alcoutim, vii marquesa de Aitona, iv marquesa de la Puebla de Castro, xv condesa de Osona, x condesa de Marmilla etc.

1. Casó con Luis Antonio Fernández de Córdoba Figueroa de la Cerda, xi duque de Medinaceli, x duque de Feria, ix duque de Alcalá de los Gazules, xi duque de Segorbe, xii duque de Cardona etc. Le sucedió su hijo:

- Pedro de Alcántara Fernández de Córdoba Figueroa de la Cerda y Moncada, viii duque de Camiña, xii duque de Medinaceli, xi duque de Feria, x duque de Alcalá de los Gazules, xii duque de Segorbe, xiii duque de Cardona, etc.

1. Casó con María Francisca Gonzaga di Castiglione, hija de Francesco Gonzaga, i duque de Solferino.
2. Casó con María Petronila Pimentel Cernesio y Guzmán, viii marquesa de Malpica, vii marquesa de Mancera, ix marquesa de Povar, v marquesa de Montalvo, condesa de Gondomar. Le sucedió, de su primer matrimonio, su hijo:

- Luis María Fernández de Córdoba Figueroa de la Cerda y Gonzaga (1749-1806), ix duque de Camiña, xiii duque de Medinaceli, xii duque de Feria, xiii duque de Segorbe, xiv duque de Cardona, xi duque de Alcalá de los Gazules, etc.

1. Casó con Joaquina María de Benavides y Pacheco, iii duquesa de Santisteban del Puerto etc. Le sucedió su hijo:

- Luis Joaquín Fernández de Córdoba Figueroa de la Cerda y Benavides (1780-1840), x duque de Camiña, xiv duque de Medinaceli, xiii duque de Feria, xiv duque de Segorbe, xv duque de Cardona, xii duque de Alcalá de los Gazules, iv duque de Santisteban del Puerto etc.

1. Casó con María de la Concepción Ponce de León y Carvajal, hija de Antonio Ponce de León y Dávila, iii duque de Montemar. Le sucedió su hijo:

- Luis Antonio Fernández de Córdoba Figueroa de la Cerda y Ponce de León (1813-1873), xi duque de Camiña, xv duque de Medinaceli, xiv duque de Feria, xv duque de Segorbe, xvi duque de Cardona, xiii duque de Alcaalá de los Gazules, v duque de Santisteban del Puerto etc.

1. Casó con Ángela Antonia Pérez de Barradas y Bernuy, i duquesa de Denia y Tarifa. Le sucedió su hijo:

- Luis María Fernández de Córdoba Figueroa de la Cerda y Pérez de Barradas (1851-1879), xii duque de Camiña, xvi duque de Medinaceli, xv duque de Feria, xvi duque de Segorbe, xvii duque de Cardona, xiv duque de Alcalá de los Gazules, vi duque de Santisteban del Puerto, etc.

1. Casó con María Luisa Fitz-James y Portocarrero, ix duquesa de Montoro. Sin descendientes.
2. Casó con Casilda de Salabert y de Arteaga, xi duquesa de Ciudad Real, ix marquesa de la Torrecilla, x marquesa de Navahermosa, x condesa de Aramayona, vii condesa de Ofalia, vizcondesa de Linares. Le sucedió su hijo:

- Luis Jesús Fernández de Córdoba Figueroa de la Cerda y Salabert Aragón Folch de Cardona (1880-1956), xiii duque de Camiña, xvii duque de Medinaceli, xvi duque de Feria, xvii duque de Segorbe, xviii duque de Cardona, xv duque de Alcalá de los Gazules, vii duque de Santisteban del Puerto, xv duque de Lerma, iii duque de Denia, iii duque de Tarifa, xii duque de Ciudad Real etc.

1. Casó con Ana Fernández de Henestrosa y Gayoso de los Cobos, hija de Ignácio Fernández de Henestrosa y Ortiz de Mioño, x conde de Moriana del Río, viii marqués de Cilleruelo y de Francisca de Borja Gayoso de los Cobos y Sevilla, xv marquesa de Camarasa, xviii condesa de Castrojeriz, condesa de Ricla.
2. Casó con Concepción del Rey y Pablo-Blanco. Le sucedió, de su primer matrimonio, su hija:

- Victoria Eugenia Fernández de Córdoba y Fernández de Henestrosa (1917-2013), xiv duquesa de Camiña, xviii duquesa de Medinaceli, xvii duquesa de Feria, xviii duquesa de Segorbe, xvi duquesa de Alcalá de los Gazules, viii duquesa de Santisteban del Puerto, iv duquesa de Denia, iv duquesa de Tarifa, xiii duquesa de Ciudad Real etc.

1. Casó con Rafael de Medina y de Villalonga, hijo de Luis de Medina y Garvey, de la casa marquesal de Esquivel y de Amelia de Villalonga e Ibarra, de la casa condal de Villalonga. Le sucedió su bisnieta, por fallecimiento de su primogénita y del xix duque de Medinaceli:

- Victoria Elisabeth de Hohenlohe-Langenburg (1997), xv duquesa de Camiña, xx duquesa de Medinaceli, xvii duquesa de Alcalá de los Gazules y v duquesa de Denia y Tarifa etc.